# Decimocuarto Doctor
El Decimocuarto Doctor es la decimocuarta encarnación del Doctor, protagonista ficticio del programa de televisión de ciencia ficción de la BBC, Doctor Who. El Decimocuarto Doctor es interpretado por el actor escocés David Tennant, quien previamente interpretó al Décimo Doctor y fue visto por última vez en el programa en ese papel en el episodio The Day of the Doctor en 2013.
Dentro de la narrativa de la serie, el Doctor es un Señor del Tiempo, alienígena milenario del planeta Gallifrey, con orígenes algo desconocidos, que viaja en el tiempo y el espacio en su TARDIS , frecuentemente con acompañantes. Al final de su vida, el Doctor se regenera; como resultado, su apariencia física y personalidad cambian.
Ncuti Gatwa había sido anunciado previamente como el sucesor de Jodie Whittaker como protagonista del programa, y muchos informes decían que interpretaría al Decimocuarto Doctor y que el Decimotercer Doctor de Whittaker se regeneraría en una encarnación interpretada por Gatwa. Tras la aparición final de Jodie Whittaker como el personaje, en su lugar se regeneró en una forma similar a la del Décimo Doctor. Se confirmó que este personaje, interpretado por Tennant, era el Decimocuarto Doctor, y más tarde se aclaró que Ncuti Gatwa en realidad interpretaría al Decimoquinto Doctor.
El Decimocuarto Doctor aparecerá en los especiales del 60° aniversario de la serie en noviembre de 2023, con la producción ejecutiva de Russell T Davies. Esto incluiría a Catherine Tate repitiendo su papel como la acompañante Donna Noble y a Bernard Cribbins reinterpretando su rol como Wilfred Mott, habiendo filmado sus escenas previo a su muerte en 2022.

## Apariencia
El Decimocuarto Doctor tiene la misma apariencia y voz que el Décimo, aunque un poco mayor físicamente, así como un peinado similar. Su ropa también es muy similar, con un bléiser de color marrón pero con un diseño tartán sobre el color y un abrigo azul en lugar de la gabardina marrón que usaba el Décimo Doctor. Esta ropa se regeneró junto con su apariencia.
En una entrevista con BBC News, luego del anuncio de su papel, Tennant comentó sobre la apariencia de su Doctor diciendo que "para una especie de espectador casual, parezco estar vestido de la misma manera que solía estar. Pero de hecho, hemos optado por algo que es más o menos igual pero diferente. Eso tiene ecos del pasado, pero también es algo del presente".

## Antecedentes
El actor ruandés-escocés Ncuti Gatwa fue anunciado en mayo de 2022 como el actor que reemplazaría a la actriz inglesa Jodie Whittaker en el papel luego de una serie de episodios especiales a lo largo de 2022. Durante el especial The Power of the Doctor, se reveló que después de la regeneración de Whittaker, ésta se había regenerado en David Tennant. Este actor había protagonizado previamente el programa como el Décimo Doctor entre 2005 y 2010, y es el tercer actor en interpretar dos encarnaciones diferentes del Doctor en la serie, después de la breve interpretación de Sylvester McCoy del Sexto Doctor durante su regeneración en el Séptimo Doctor en el episodio Time and the Rani de 1987 y la de Tom Baker del Curador en The Day of the Doctor en 2013. El regreso de un actor anterior como una nueva encarnación del Doctor fue propuesto previamente por Sydney Newman, creador de Doctor Who en una conversación de 1986 con el entonces controlador de BBC One Michael Grade, después del despido de Colin Baker. Newman imaginó específicamente a Patrick Troughton, quien interpretó al Segundo Doctor, regresando para una temporada antes de regenerarse en una encarnación femenina.
Se confirmó que Gatwa finalmente protagonizaría el papel del Decimoquinto Doctor y el productor ejecutivo Russell T Davies declaró: "El camino hacia el Decimoquinto Doctor de Ncuti está lleno de misterio, horror, robots, títeres, peligro y diversión". Se anunció que Catherine Tate retomaría su papel como la acompañante Donna Noble, que había trabajado junto a Tennant durante la cuarta temporada. Davies continuó su declaración preguntando: "¿Y cómo se relaciona con el regreso de la maravillosa Donna Noble? ¿Cómo, qué, por qué? ¡Te damos un año para especular y luego se desata el infierno!". Bernard Cribbins también volverá a interpretar su papel de Wilfred Mott, habiendo filmado escenas antes de su muerte en 2022.
Tennant y Tate repetirían sus papeles en tres episodios especiales para conmemorar el 60° aniversario del programa en noviembre de 2023. Yasmin Finney interpretaría a Rose en su debut en el mismo año.
| Predecesor: Decimotercer Doctor | El Doctor 2022-2023 | Sucesor: Decimoquinto Doctor |